# Жеплін (Малопольське воєводство)
Жеплін (пол. Rzeplin) — село в Польщі, у гміні Скала Краківського повіту Малопольського воєводства.
Населення — 488 осіб (2011).
У 1975-1998 роках село належало до Краківського воєводства.

## Демографія
Демографічна структура станом на 31 березня 2011 року:
|          | Загалом | Допрацездатний вік | Працездатний вік | Постпрацездатний вік |
| -------- | ------- | ------------------ | ---------------- | -------------------- |
| Чоловіки | 249     | 67                 | 149              | 33                   |
| Жінки    | 239     | 42                 | 146              | 51                   |
| Разом    | 488     | 109                | 295              | 84                   |